# Luisia tenuifolia
Luisia tenuifolia är en orkidéart som beskrevs av Carl Ludwig von Blume. Luisia tenuifolia ingår i släktet Luisia och familjen orkidéer. Inga underarter finns listade i Catalogue of Life.